# Sonic Temple
Sonic Temple är det brittiska bandet The Cults fjärde studioalbum, utgivet 1989. Det var deras sista album med originalbasisten Jamie Stewart. Albumet blev gruppens mest framgångsrika med bland annat en tredjeplats på UK Albums Chart och en tiondeplats på Billboard 200.

## Låtlista
Samtliga låtar skrivna av Ian Astbury och Billy Duffy.
1. "Sun King" - 6:09
2. "Fire Woman" - 5:11
3. "American Horse" - 5:19
4. "Edie (Ciao Baby)" - 4:46
5. "Sweet Soul Sister" - 5:08
6. "Soul Asylum" - 7:26
7. "New York City" - 4:41
8. "Automatic Blues" - 3:51
9. "Soldier Blue" - 4:36
10. "Wake Up Time for Freedom" - 5:17
11. "Medicine Train" - 4:40